# Jaffská brána

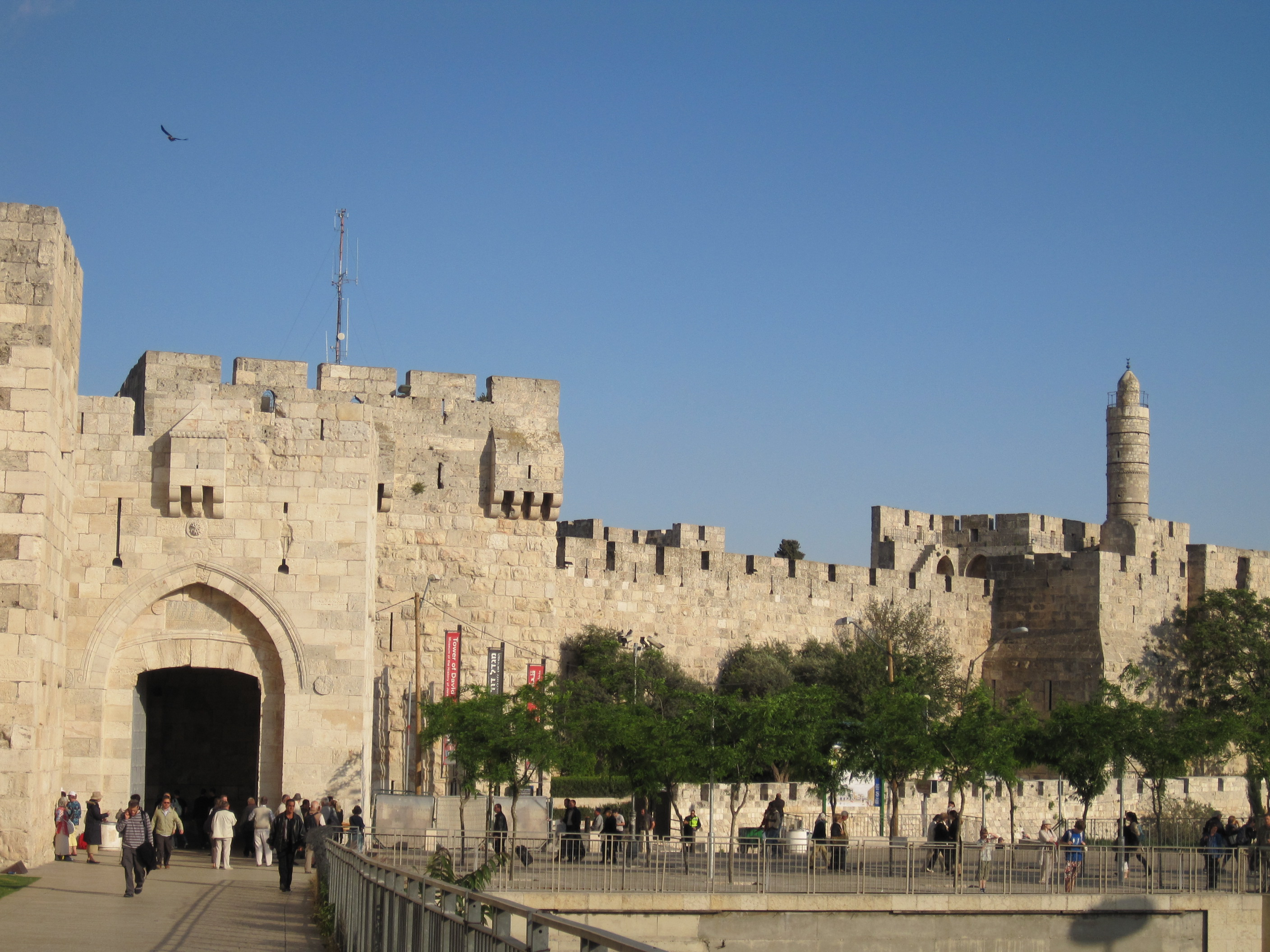
Jaffská brána a jeruzalémské hradby

Jaffská brána (hebrejsky שער יפו‎, ša'ar Jafo, arabsky باب الخليل‎, báb el-Chalíl) je jednou z bran hradeb Starého Města v Jeruzalémě. Průchod branou je zahnutý v pravém úhlu. Šlo patrně o obranný mechanismus, který mohl zpomalit postupující útočníky a bránil jim použít dlouhé beranidlo. Brána je natočena směrem k Jaffské silnici, po níž poutníci přicházeli z přístavu v Jaffě. Postavena byla v roce 1538 sultánem Sulejmanem I. Jde o nejfrekventovanější bránu Starého Města.

## Fotogalerie

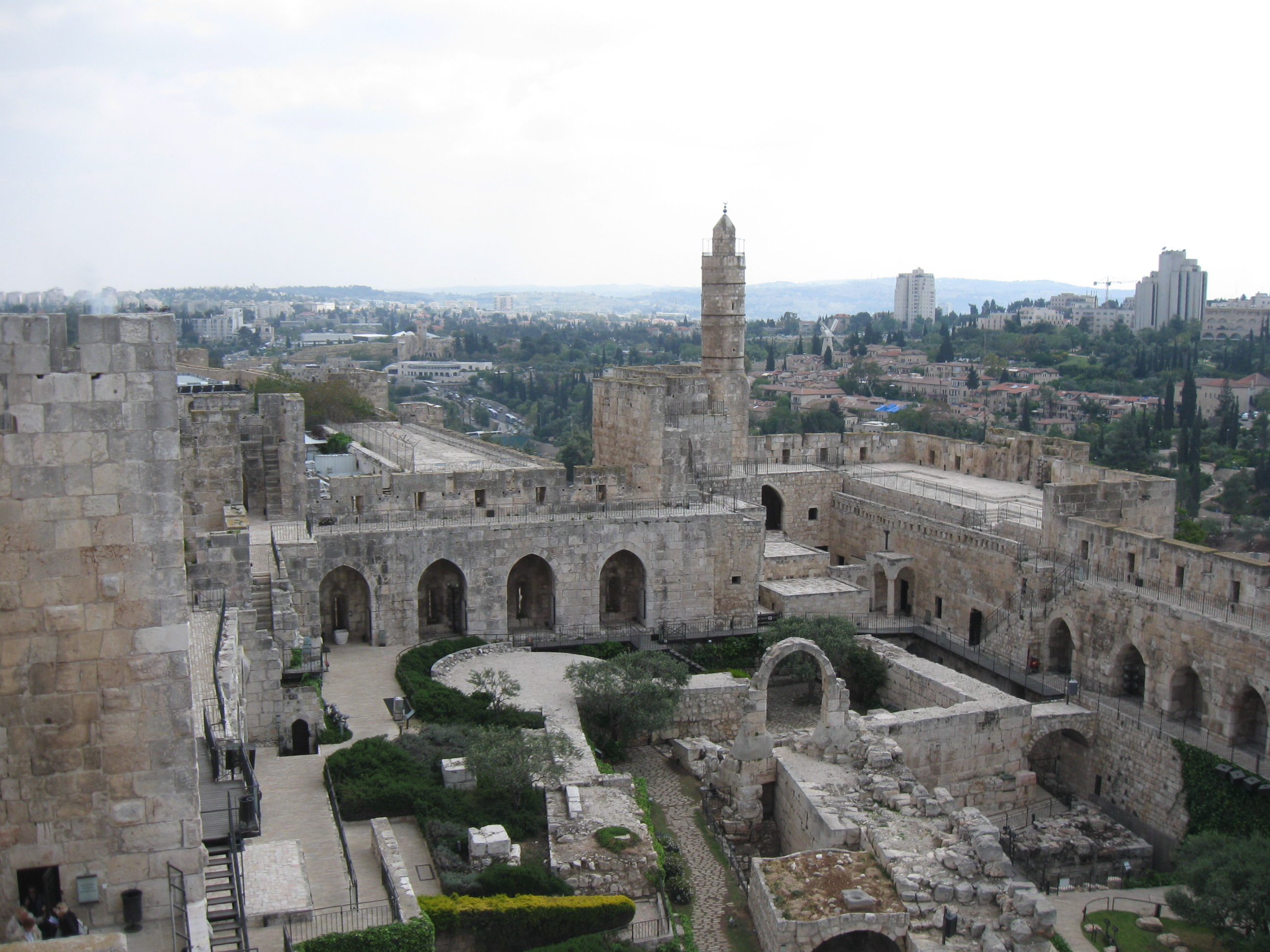
Davidova věž (Citadela)
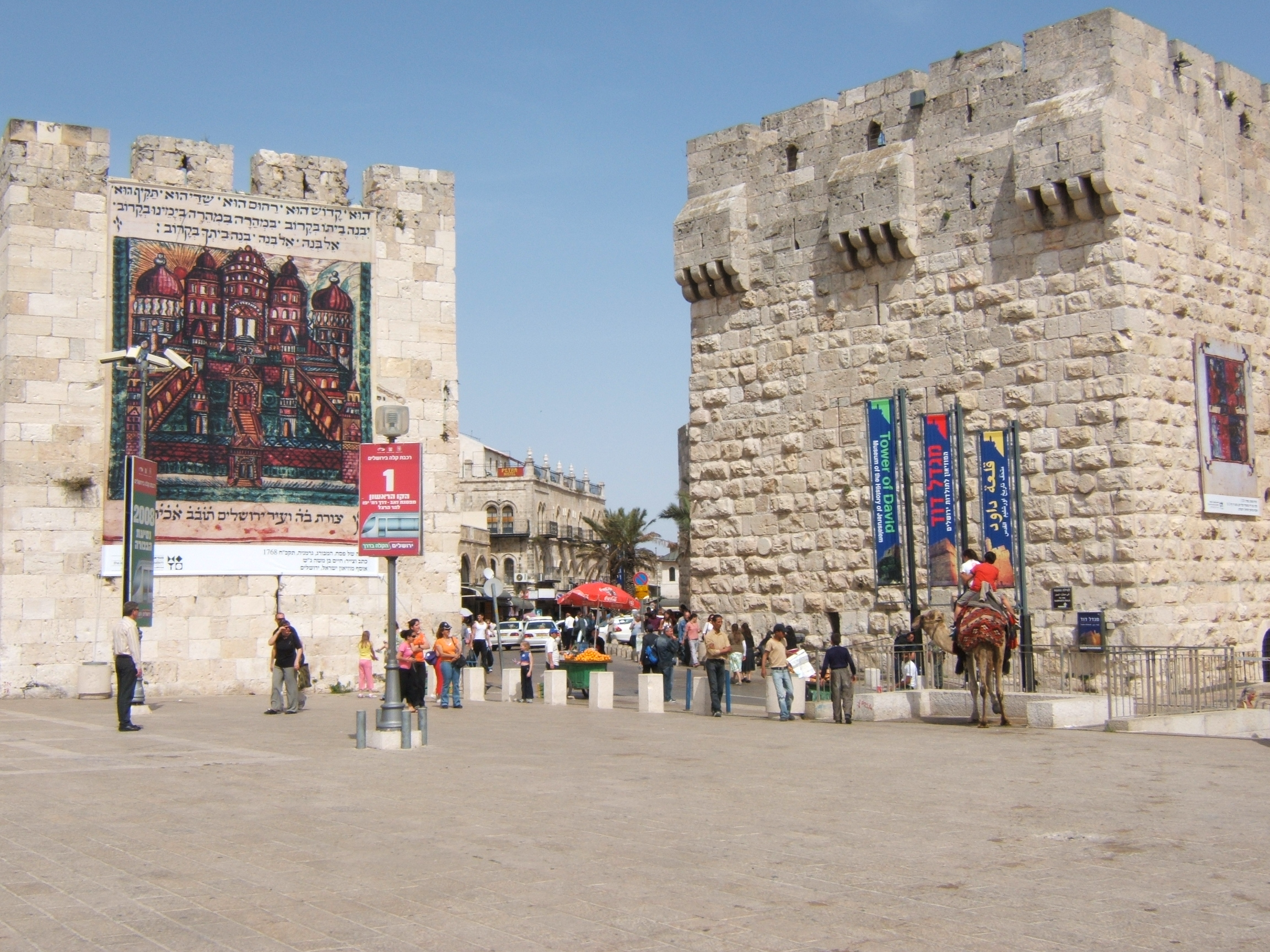
Na prostranství stával nultý kilometrovník
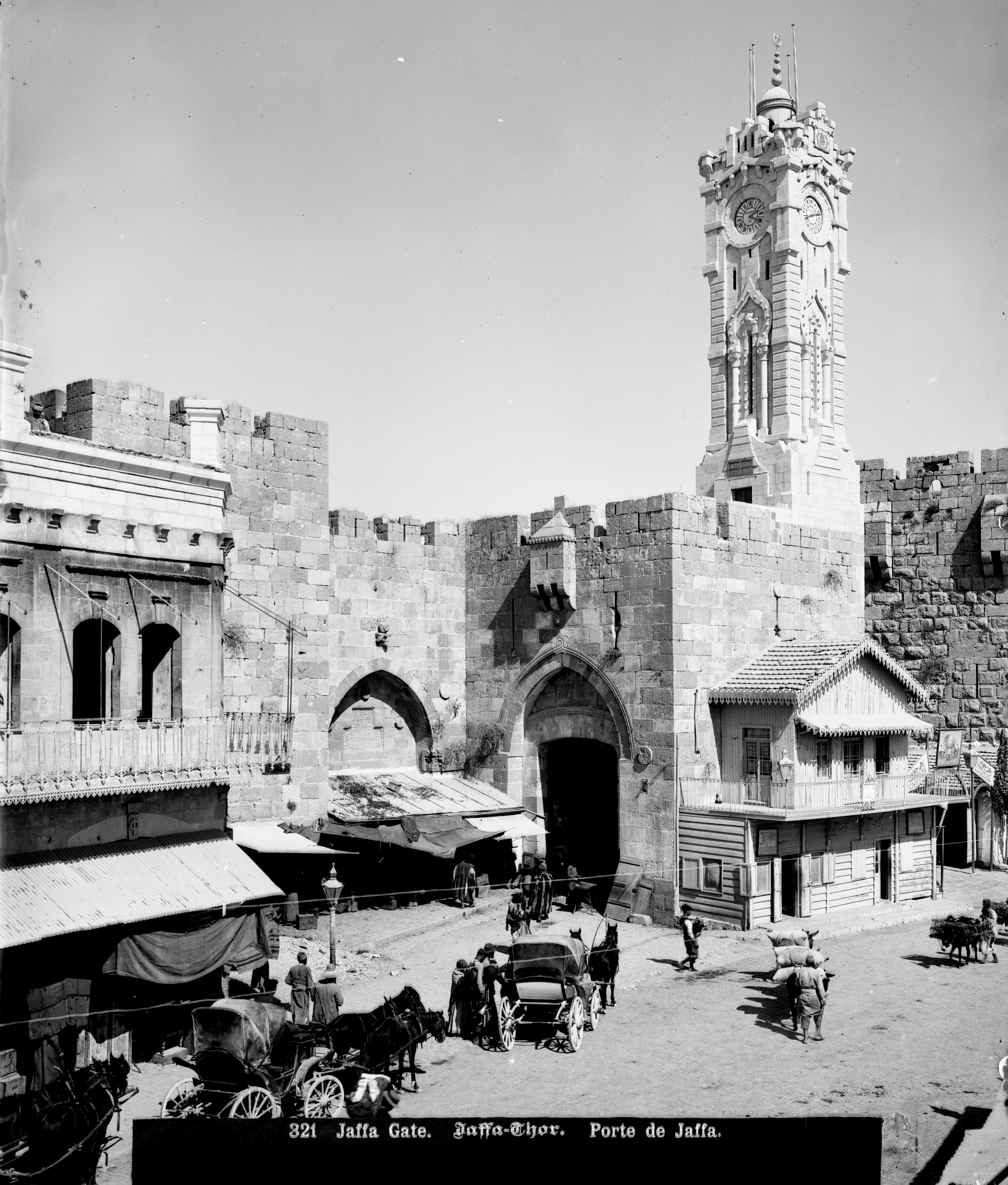
V pozadí brány věž s hodinami (zbořena)
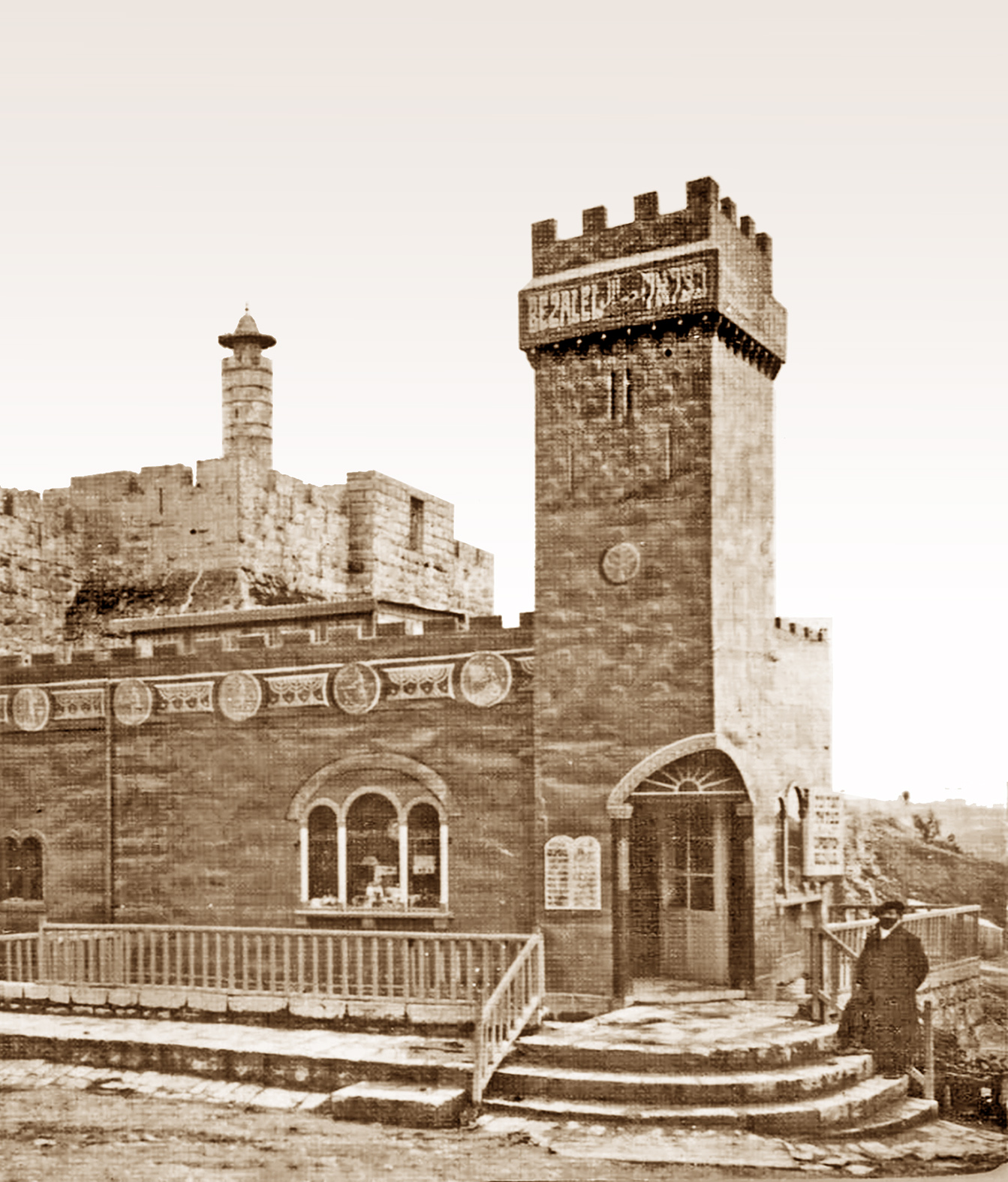
Bezalelův pavilon (zbořen)
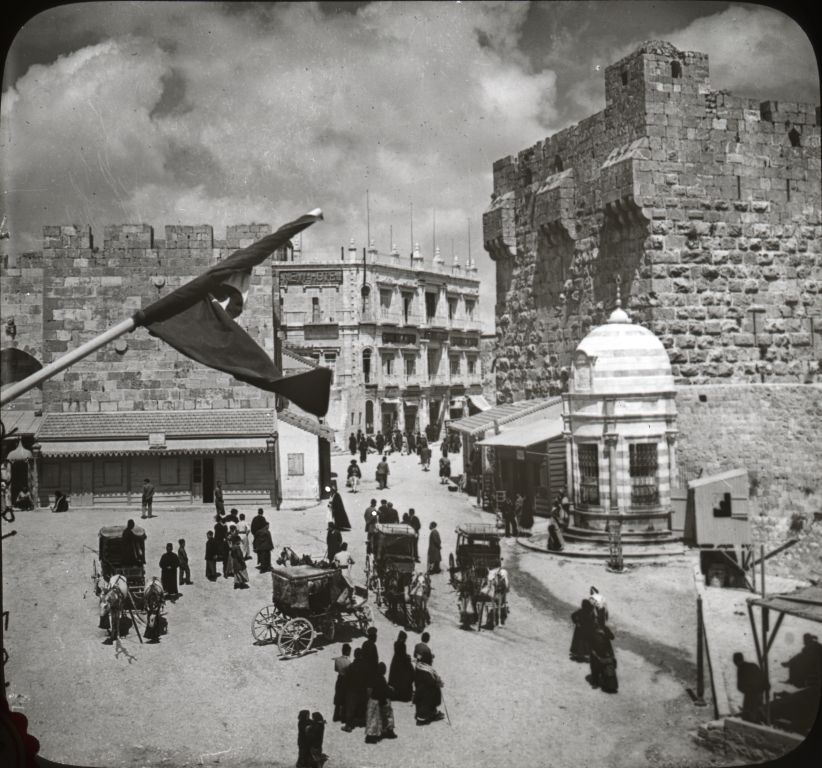
Kašna z osmanských dob (zbořena)